# Madame Petit
Madame Petit fou el prostíbul més luxós i probablement el més famós de la ciutat de Barcelona. Els seus orígens es remunten a l'entorn de l'Exposició Universal de 1888 i el seu moment de màxima esplendor se situa al voltant dels anys de la Primera Guerra Mundial, cap a 1915 - 1920.

## Història
El bordell va obrir al voltant del 1888 quan l'Exposició Universal va portar molts visitants a Barcelona. L'any següent va ser enregistrat pel Sección Especial de Higiene per una no-conformitat amb els controls de bars. Moltes de les dones que hi havien allà eren estrangeres, especialment franceses, fugint de la Primera Guerra Mundial, perquè Barcelona va ser neutral durant la guerra. Hi hi havia persones de tot arreu que van promoure aquest negoci especialment durant els anys de la guerra. Altres prostitutes eren alemanyes, àrabs i n'hi havia unes 100. Hi hi havia una cubana per qui es feien cues per la seva pell fosca.
Es trobava dins de l'històric "barri xino" de Barcelona, a l'entrada del carrer Arc del Teatre, concretament al número 6 d'aquest carrer. Com que Barcelona, com tot Espanya, fou una ciutat neutral durant la primera guerra mundial, al Port arribava gent de tot arreu que va promoure aquest negoci sobretot durant els anys que va durar la contesa bèl·lica.
No hi ha referències que permetin acreditar l'existència real de la "Madame Petit" que li dona nom. Una de les persones que el va regentar es deia Josep Urgarte. Hi fa referència Francisco Madrid al seu llibre Sangre en Atarazanas (1926)
Va ser clausurat l'any 1956, arran de la llei que declarava abolida la prostitució. En aquell moment Madame Petit ja havia perdut tot el seu antic esplendor. El va succeir una pensió anomenada "Pensión Los Arcos". La casa que ocupava va ser enderrocada en el marc de les operacions urbanístiques de transformació del Raval. En l'actualitat (2016) hi resta el solar.
Al mateix carrer Arc del Teatre, en el tram fins a la cantonada del carrer Migdia (actualment avinguda de les Drassanes) hi va haver diversos prostíbuls, i la zona era coneguda amb el nom de quatre cantons.
Formaven part de la decoració del bordell de Madame Petit unes llunes de vidre glaçat decorades amb ballarines exòtiques i altres temes adients, que es conserven al Museu d'Història de Barcelona.